# Spitex
Die Bezeichnung Spitex, Abkürzung für «spitalexterne Hilfe und Pflege», ist eine im deutschschweizerischen Sprachraum verwendete allgemeine Bezeichnung für die Hilfe und Pflege zu Hause. Es entspricht dem Begriff ambulante Pflege in Deutschland. Spitex Schweiz ist der nationale Dachverband von Spitex-Kantonalverbänden und weiteren Organisationen für professionelle Pflege und Unterstützung zu Hause.
Zum Grundangebot der Spitex gehören Gesundheitspflege, hauswirtschaftliche Unterstützung sowie Beratung und sozialbetreuerische Begleitung. Die weiteren Angebote unterscheiden sich je nach lokaler Spitex-Organisation, zum Teil werden sie ergänzend von Partnerorganisationen erbracht. Die Kerndienstleistungen sind:
Abklärung, Beratung, Koordination (kassenpflichtige Leistungen gemäss KVG), Krankenpflege (kassenpflichtige Leistungen gemäss KVG), Körperpflege, Akut- und Übergangspflege (kassenpflichtige Leistungen gemäss KVG), Beratung in Gesundheitsfragen, Prävention, Hauswirtschaft (Unterstützung im Haushalt), Betreuung, soziale Begleitung
In der Schweiz fördern, unterstützen und ermöglichen Spitex-Organisationen mit ihren Dienstleistungen das Wohnen und Leben zu Hause für Menschen aller Altersgruppen, die der Hilfe, Pflege, Betreuung, Begleitung und Beratung bedürfen. Die Idee ist, dass Personen bis zu einem gewissen Grad zu Hause in einem vertrauten Umfeld von ausgebildetem Krankenpflege- und Hauswirtschaftspersonal unterstützt, betreut und versorgt werden können und so die Selbständigkeit und Unabhängigkeit der betreuten Person gefördert wird. Ein Vorteil wird in der Kostenersparnis gegenüber einer stationären Versorgung im Pflegeheim gesehen. Die Kosten für die Dienstleistungen werden zu einem Teil vom Patienten (bzw. von dessen Krankenkasse) getragen und zu einem Teil von der öffentlichen Hand (in der Regel von der Gemeinde) subventioniert.
Anbieter sind gemeinnützige (Nonprofit-) und private Organisationen.

## Nonprofit-Spitex (NPO-Spitex)

Logo Spitex-Verband Schweiz

Die Nonprofit-Spitex wird im Auftrag der Gemeinde bzw. des Kantons tätig. Bevor die Betreuung einer Person aufgenommen wird, findet eine Bedarfsabklärung für Pflegeleistungen gemäss Krankenversicherungsgesetz (KVG) statt, damit die betroffene Person weder unter- noch überversorgt wird. Dazu wird das Abklärungsinstrument RAI-Home-Care verwendet.
Basierend auf Leistungsverträgen mit den Kantonen und Gemeinden tragen neben der öffentlichen Hand die Kranken-, Unfall-, Invaliden- und Militärversicherungen sowie die Klienten zur Finanzierung bei. Die gesetzlichen Auflagen verpflichten die Spitex-Organisationen zu wirksamen, zweckmässigen und wirtschaftlichen Pflegeleistungen. Wird die Pflege zu Hause im Vergleich zu einer stationären Betreuung deutlich teurer, ist unter Umständen ein Wechsel ins Heim nötig. Die NPO-Organisationen sind verpflichtet, Gewinne nicht auszuschütten, sondern in der Organisation zu belassen.
Der Dachverband der Nonprofit-Spitex Spitex Schweiz mit Sitz in Bern wurde 1995 gegründet.

## Private Spitex-Organisationen
Pflegebedürftige können eine private Spitex-Organisation mit ihrer Versorgung beauftragen, doch werden nicht alle Dienstleistungen von der öffentlichen Hand subventioniert. Private Anbieter sind unter anderen Vereine, Stiftungen, GmbH oder Aktiengesellschaften. Die 2005 gegründete Association Spitex privée Suisse (ASPS) vertritt 75 % der privaten Spitex-Organisationen. Sie entwickelte ein eigenes Gütesiegel.

## Statistik
Die Spitex-Leistungen bilden einen wesentlichen Teil des schweizerischen Gesundheits- und Sozialwesens. Gemäss Spitex-Statistik des Bundesamtes für Statistik widmeten sich im Jahr 2022 in der Schweiz rund 61'100 Personen mit umgerechnet rund 28'056 Vollzeitstellen der Pflege und Betreuung von rund 459'000 Personen. 73 % der Beschäftigten und 76 % der Klienten entfallen auf 585 gemeinnützige Organisationen (meist privatrechtlich-gemeinnützige Vereine oder Stiftungen), die restlichen Marktanteile entfallen auf 401 erwerbswirtschaftliche Unternehmen und 1'479 selbständige Pflegefachpersonen.
37 % der Vollzeitstellen sind mit Pflegefachpersonen mit einem Diplom auf Tertiärstufe besetzt (z. B. höhere Berufsbildung, Fachhochschule), weitere 28 % haben einen Abschluss auf Sekundarstufe II im Bereich Pflege und Betreuung, 8 % haben eine andere Ausbildung absolviert (z. B. eine kaufmännische). Weitere 29 % sind Praktikanten, haben Pflege- und Betreuungskurse besucht oder sind ganz ohne spezifische Ausbildung im Bereich Pflege/Betreuung. Der Grade-Mix – die Zusammensetzung des eingesetzten Personals nach Stufe des höchsten Abschlusses – variiert stark nach Typ des Leistungserbringers. Während praktisch alle selbständigen Pflegefachpersonen einen Abschluss auf Tertiärstufe haben, beläuft sich dieser Anteil auf 38 % bei den gemeinnützigen Unternehmen bzw. auf 26 % bei den erwerbswirtschaftlichen Unternehmen.